# Pavel Seliverstau
Pavel Seliverstau (Bielorrusia, 2 de septiembre de 1996) es un atleta bielorruso especializado en la prueba de salto de altura, en la que consiguió ser medallista de bronce europeo en pista cubierta en 2017.

## Carrera deportiva
En el Campeonato Europeo de Atletismo en Pista Cubierta de 2017 ganó la medalla de bronce en el salto de altura, con un salto por encima de 2.27 metros, tras el polaco Sylwester Bednarek (oro con 2.32 metros) y el británico Robbie Grabarz (plata con 2.30 metros).